# Irori

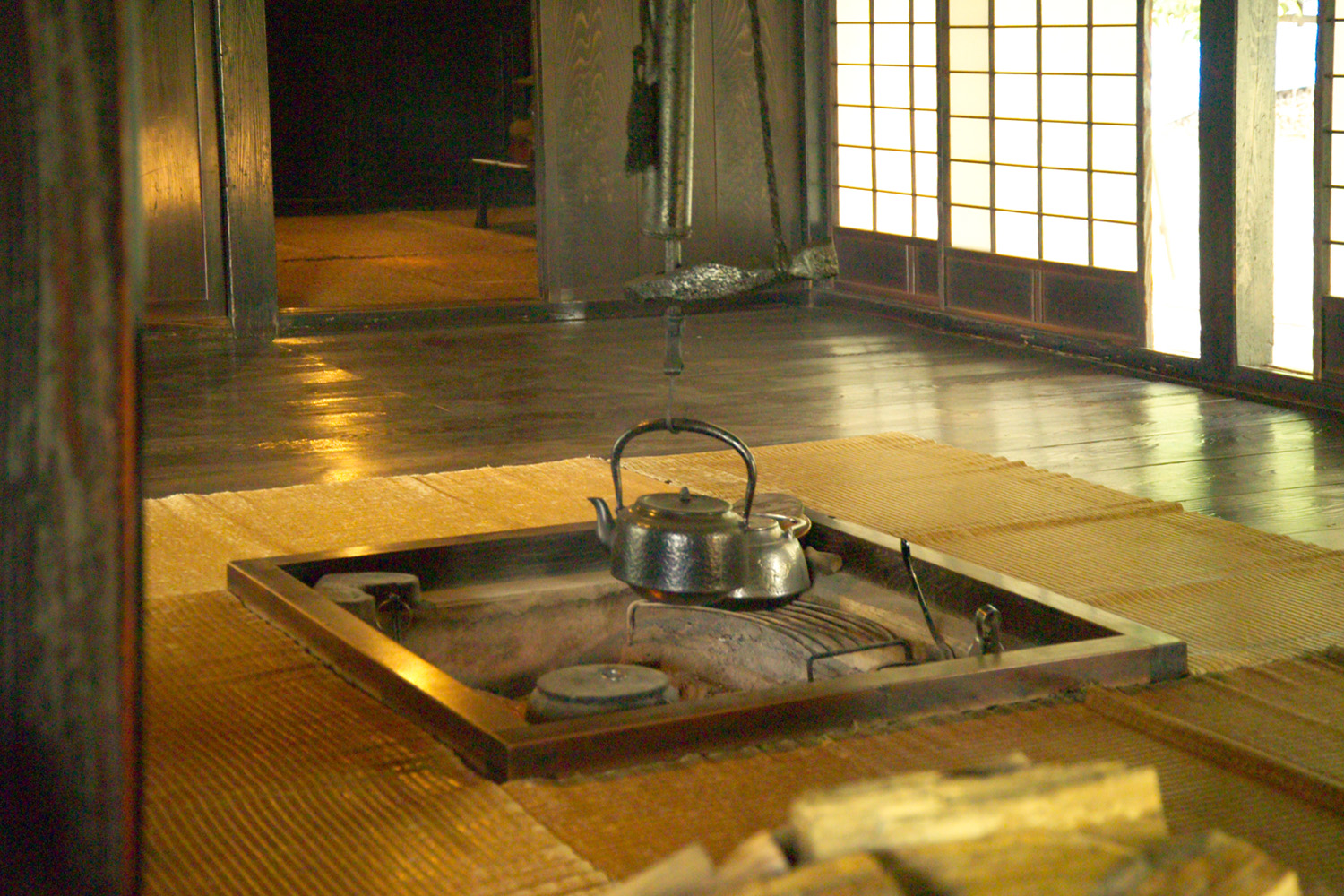
Irori

Irori (jap. 囲炉裏, auch:  居炉裏) ist ein traditioneller japanischer Herdtyp. Irori erschienen erstmals in der Kofun-Zeit (ca. 250–538) und dienten zunächst als zusätzlicher Kochherd und zum Heizen. Der Ofentyp verbreitete sich in der frühen Nara-Zeit (710 bis 794). Kleinere Irori werden im japanischen Teehaus verwendet.
Für die Errichtung eines Irori wurde eine rechteckige Öffnung aus dem Holzfußboden ausgeschnitten (oft in der Größe einer halben Tatami) und ein lackierter Holzrahmen eingepasst. Dieser wurde mit Sand aufgefüllt.
Ein irori ist also im Prinzip eine rechteckige Grube mit einem Topfhaken oder jizaikagi (自在鉤). Diese Haken bestehen aus einem von der Decke herabreichenden Bambusrohr, das einen Eisendraht zum Aufhängen des Topfes oder Kessels aufnimmt. Der Draht besitzt oft einen Griff in Form eines Fisches, mit ihm konnte man den Kessel kontinuierlich höher oder tiefer einstellen.